# Fer battu
Le fer battu est le fer travaillé au marteau, à chaud ou à froid. Au XVIIIe siècle, lorsque la chaleur dégagée par le feu de bois ou de charbon était suffisante pour extraire et travailler le métal à partir du minerai de fer, la température de fusion du fer à 1 538° ne pouvait être atteinte. L’atelier du serrurier produisait des pièces en faible nombre et de petites dimensions, qu'on disait être en fer battu.

## La forge
- Landier (chenet)

## Les ustensiles de cuisines
Entre fer battu et fer blanc (tôle d'acier doux recouverte d'étain), il a été possible de choisir casseroles, louches, écumoires, cassottes…